# Чемпионат мира по шорт-треку среди команд 2003
Чемпионат мира по шорт-треку среди команд 2003 года проходил 15 — 16 марта в Софии (Болгария).

## Система состязаний
Для участия в чемпионате автоматически квалифицировались первые восемь стран по итогам кубка мира. По 4 конькобежца от каждой страны участвовало в гонках на 500 м и на 1000 м, по 2 конькобежца — в гонке на 3000 м, плюс проходило первенство в эстафете (на 3000 м для женщин, на 5000 м — для мужчин).

## Участники чемпионата

### Мужчины
| Место | Участники        | Очки |
| ----- | ---------------- | ---- |
| 1     | Канада           | 42   |
| 2     | Республика Корея | 36   |
| 3     | Китай            | 22   |
| 4     | Италия           | 16   |
| 5     | Япония           | -    |
| 6     | США              | -    |
| 7     | Болгария         | -    |
| 8     | Великобритания   | -    |

### Женщины
| Место | Участники        | Очки |
| ----- | ---------------- | ---- |
| 1     | Республика Корея | 44   |
| 2     | Китай            | 31   |
| 3     | Италия           | 22   |
| 4     | Канада           | 21   |
| 5     | Болгария         | -    |
| 6     | США              | -    |
| 7     | Нидерланды       | -    |
| 8     | Россия           | -    |

## Призёры чемпионата

### Мужчины
| Дисциплина | Золото                                                                                      | Серебро                                                      | Бронза                                                                         |
| ---------- | ------------------------------------------------------------------------------------------- | ------------------------------------------------------------ | ------------------------------------------------------------------------------ |
| Команды    | Канада · Жан-Франсуа Монетт · Эрик Бедар · Матье Тюркотт · Джонатан Гильметт · Джефф Шолтен | Китай · Го Вэй · Суй Баоку · Ли Цзяцзюнь · Ли Е · Ли Хаонань | Республика Корея · Ан Хён Су · Ли Сын Джэ · Сон Сок У · О Се Джон · Ё Джун Хён |

### Женщины
| Дисциплина | Золото                                                                              | Серебро                                                         | Бронза                                                                              |
| ---------- | ----------------------------------------------------------------------------------- | --------------------------------------------------------------- | ----------------------------------------------------------------------------------- |
| Команды    | Республика Корея · Ким Мин Джи · Чхве Ын Гён · Ким Мин Джун · Чхо Хэ Ри · Ко Ги Хён | Китай · Ян Ян (A) · Фу Тяньюй · Ван Чуньлу · Ван Мэн · Лю Сяоин | Италия · Марта Капурсо · Мара Дзини · Катя Дзини · Катя Боррелло · Эвелина Родигари |